# Damian Šimůnek
Damian Šimůnek (19. února 1810 Haratice – 9. srpna 1895 Dolní Bousov) byl český katolický kněz a národní buditel.

## Život
Po gymnaziálních studiích absolvoval kněžský seminář v Litoměřicích a 3. srpna 1833 byl vysvěcen na kněze. Stal se kaplanem ve farnosti Dolní Bousov. Následně jako kaplan v letech 1836–1864 působil v Sobotce. Byl vůdčí osobností vlasteneckého dění na sobotecku. Znám byl výukou mládeže, organizováním ochotnického divadla a dalšími národními aktivitami. Byl jedním ze zakladatelů Občanské besedy v Sobotce, proslavil se půjčováním českých knih a je považován za prvního soboteckého knihovníka. V letech 1864–1889 byl farářem v jihočeském Choustníku. Osobní knihovna, kterou si ze Sobotky odvezl s sebou do Choustníku mu však později shořela při požáru fary. Na penzi se v roce 1889 vrátil do Dolního Bousova, kde zemřel a je i pohřben. O jeho životě vyšla kniha P. Damian Šimůnek (1810 – 1895) Obrozenecký buditel Sobotecka a Dolnobousovska, kterou napsal Karol Bílek.